# Integrimetr

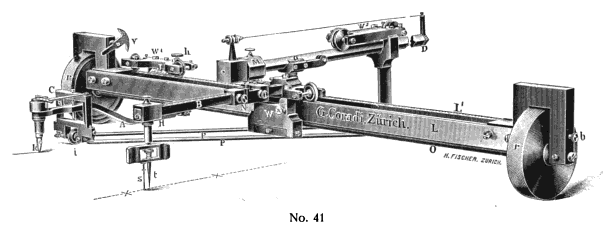
Integrometr wg Abakanowicza, szkic katalogowy 1915

Integrimetr – inaczej Integrometr – przyrząd do mechanicznego całkowania, rodzaj integratora, zasadą działania podobny do planimetru.